# Duma (bułgarski dziennik)
Duma (bułg. Дума) – bułgarski dziennik wydawany w Sofii. Został założony w 1990 roku.
Jest następcą pisma „Rabotniczesko deło” (zał. 1897).